# Joachim Behlke
Joachim Behlke (* 19. Oktober 1934 in Biesenthal bei Berlin; † 5. April 2011 in Berlin) war ein deutscher Chemiker und Molekularbiologe. Er war ein Spezialist für die Untersuchung von Proteinwechselwirkungen mittels analytischer Ultrazentrifugation. Er wurde unter anderem 2009 mit der Svedberg Medaille geehrt, einer der höchsten Auszeichnungen auf seinem Forschungsgebiet.
Behlke forschte und lehrte von 1971 bis 1991 am Zentralinstitut für Molekularbiologie der Deutschen Akademie der Wissenschaften zu Berlin und von 1991 bis 1996 an der Humboldt-Universität zu Berlin. 1996 wechselte er an das Max-Delbrück-Centrum für Molekulare Medizin (MDC) in Berlin-Buch.